# Kalety
Kalety is een stad in het Poolse woiwodschap Silezië, gelegen in de powiat Tarnogórski. De oppervlakte bedraagt 76,68 km², het inwonertal 8668 (2005).

## Verkeer en vervoer
- Station Kalety